# 亚历山大·吉尔芒
费利克斯-亚历山大·吉尔芒（法語：Félix-Alexandre Guilmant，發音：[feliks alɛksɑ̃dʁ ɡilmɑ̃]；1837年3月12日—1911年3月29日），法國作曲家，管风琴家。生于滨海布洛涅，1871年到巴黎担任管风琴师，后到欧美各地巡回演出。1894年和丹第等人一起创办了圣乐学校，1896年担任巴黎音乐学院的管风琴教师。吉尔芒的作品主要为管风琴而写，他的音乐风格和弗兰克与维多尔有些接近，以气魄宏伟壮观而著称。